# Maria Kristina Björling
Maria Kristina Björling, född 1775 i Vadstena, död 30 augusti 1811 i Stockholm, var en svensk skådespelare.  
Hon var dotter till kammarskrifvaren i Kongl. Kammarrevisionen Erik Henrik Björling och Maria Sofia Lindstedt och syster till skådespelaren Ulrika Sofia Björling (1778-1809), som från 1802 var gift med Karl Gustav Bonuvier.  Hon gifte sig år 1795 med Johan Peter Lewenhagen, och blev fosterförälder till Inga Norbeck. 
Björling var liksom sin syster ursprungligen anställd vid Carl Seuerlings teatersällskap, Seuerlingske Comoedie-Trupp.  Hon debuterade som grevinnan i Baron kammarjungfru på Stenborgs Teater 8 december 1795 och spelade bl.a. Louison i operetten Julie, fru Svedenström i Västinidefararen, grevinnan i Figaros bröllop och Fransiska i Minna von Barnhelm.  Hon var därefter aktiv vid Johan Peter Lewenhagens teatersällskap och blev som sådan välkänd i landsbygden och uppträdde ofta i Göteborg. 